# إستر دين
إستر ريني دين (بالإنجليزية: Ester Dean) (من مواليد 15 ديسمبر 1982) هي مغنية أمريكية وكاتبة أغاني ومنتجة.

## قائمة الفنانين التي كتبت لهم إستر دين
1. (Rude Boy,“ by Rihanna (2009”
2. (Super Bass,“ by Nicki Minaj (2010”
3. (Firework“ by Katy Perry (2010”
4. (What’s My Name,“ by Rihanna (2010”
5. (Hot Tottie,“ by Usher (feat. Jay Z) (2010”
6. (Turn Me On“ by David Guetta (feat. Nicki Minaj) (2010”
7. (You Da One“ by Rihanna“ (2011”
8. (Drop Dead) Beautiful“, by Britney Spears (feat. Sabi) (2011)”
9. (Love and War, by ”Rita Ora (feat. J. Cole)“ (2012
10. (Come & Get It, by ”Selena Gomez“(2013
11. (Pills N Potions, by ”Nicki Minaj“ (2014

## الأعمال
- الملعب مثالي 2012

## روابط خارجية
- إستر دين على موقع IMDb (الإنجليزية)
- إستر دين على موقع روتن توميتوز (الإنجليزية)
- إستر دين على موقع ألو سيني (الفرنسية)
- إستر دين على موقع ميوزك برينز (الإنجليزية)
- إستر دين على موقع أول موفي (الإنجليزية)
- إستر دين على موقع قاعدة بيانات الأفلام السويدية (السويدية)
- إستر دين على موقع أول ميوزيك (الإنجليزية)
- إستر دين على موقع ديسكوغز (الإنجليزية)
- إستر دين على موقع قاعدة بيانات الفيلم (الإنجليزية)
- إستر دين على موقع كينوبويسك (الروسية)